# Мајстор за набијање кућа
Мајстор за набијање кућа је мајстор занатлија који врши прављење или поправку кућа од набоја. 

## О занату
Некада је градња кућа била усмерена према коришћењу материјала који су се налазили у непосредном окружењу, у овом случају од земље. Испод слоја земље црнице налази се слој иловаче. Иловача наквашена повољна је за сабијање и стврдњавање. Људи су користили те њене особине па су зидове правили од набијене земље. Између размакнутих дасака сипали су земљу, квасили је и набијали. Набијање је вршено маљевима и ћускијама. Неки су се мајстори за тај посао специјализовали, па је то постао занат. Касније се за градњу почео употребљавати черпић и цигла. Набијање кућа је престало да се ради, али су и даље остале у употреби куће направљене од набоја, и требало их је одржавати. Набијени зидови би били облепљивани блатом помешаним са ситном плевом.

### Процес градње куће од набоја
Прављење кућа од набоја је био тимски рад, али је само један био најбољи и он је био управљач, мајстор за тај посао, док су остали били или надничари или дошли на мобу, то јест у помоћ. Они су прво чистили простор од траве, корења, старих зидина и копали све до здраве земље, а то је могло бити и до 80 цм дубине, и тај процес се звао копање темеља (фундамента). Потом се доносила жута земља (иловача) за набој. У темељ се потом посипало по 10 - 15 цм земље, поливало са са мало воде па се пет - шест пута лупало и прелазило маљевима, набијало се. Чим се из темеља излазило стављале би се даске, тобле, које би се причврстиле да се земља не би расипала. Један од радника је ишао напред и набијао земљу дрвеном јаком ћускијом дуж даске и у ћошкове, док су следећих пет - шест људи маљевима набијала између дасака. Кад се набије до висине даске, ове се дижу и поново причвршћују гредицама које су везане нешто горије.
На тај начин би се мало по мало кућа дизала, као да је из земље расла. За недељу - две дана кућа би била изграђена.
Тако направљене куће нису биле високе али су им зидови били дебели, чак и до пола метра, а то да би зими биле што топлије. Куће на овај начин су прављене углавном лети да би се могле до зиме осушити. Сушећи се тако зидови су постајали веома чврсти. На исти начин градиле су се и помоћни објекти у домаћинству, штале, свињци итд.